# 18092 Рейнгольд
18092 Рейнгольд (18092 Reinhold) — астероїд головного поясу, відкритий 28 травня 2000 року.
Тіссеранів параметр щодо Юпітера — 3,303.